# 내고향 스페셜
《내고향 스페셜》은 매주 평일 새벽 5시 10분에 방송되는 시사교양 프로그램이다. 전국 지역 고향 전문 프로그램이자 《6시 내고향》의 해당 회차의 앙코르를 선정하여 스페셜 베스트로 선정하여 방영 중인 스페셜 프로그램이다.

## 기획 의도
각 지역의 문화와 다양한 이야기들을 전달하는 시사교양 프로그램이다.

## 방송 시간
| 방송 채널 | 방송 기간                       | 방송 시간                   |
| --------- | ------------------------------- | --------------------------- |
| KBS 1TV   | 2012년 10월 8일~2015년 7월 24일 | 매주 평일 새벽 5시 10분~6시 |
| KBS 1TV   | 2016년 1월 25일~2019년 10월 4일 | 매주 평일 새벽 5시 10분~6시 |
| KBS 1TV   | 2015년 7월 27일~2016년 1월 22일 | 매주 평일 새벽 5시 10분~6시 |
| KBS 1TV   | 2019년 10월 7일~                | 매주 평일 새벽 5시 10분~6시 |

## 프로그램
| 요일   | 프로그램   | 제작 형태 |
| ------ | ---------- | --------- |
| 월요일 | 6시 내고향 | HD TV     |
| 화요일 | 6시 내고향 | HD TV     |
| 수요일 | 6시 내고향 | HD TV     |
| 목요일 | 6시 내고향 | HD TV     |

## 같이 보기
- 6시 내고향